# William James Sidis
William James Sidis (/ˈsaɪ dɪs/; 1 tháng 4 năm 1898 – 17 tháng 7 năm 1944) là một thần đồng người  được biết đến với khả năng toán học và ngôn ngữ đáng kinh ngạc. Sau khi William qua đời, em gái ông đã đưa ra tuyên bố chưa xác thực về IQ của anh trai là "cao nhất từng đạt được", nhưng bằng chứng về bài kiểm tra IQ mà Sidis thực sự từng làm đã bị thất lạc do biến động của lịch sử. Ông ghi danh vào Đại học Harvard năm 11 tuổi và khi trưởng thành, theo ghi nhận là thông thạo tới hơn 40 ngôn ngữ và phương ngữ.
Tuy nhiên có một số ghi nhận được tạo nên nhờ phóng đại, một nhà nghiên cứu cho biết "Tôi đã nghiên cứu tính xác thực về các thông tin từ một số nguồn chính trong khoảng 28 năm và chưa bao giờ tôi tìm thấy một chủ đề nào ứng với những lời bịa đặt, giai thoại, nửa sự thật, phóng đại và những dạng thông tin sai sự thật khác theo như lịch sử về William Sidis". William ban đầu nổi tiếng nhờ trí tuệ phát triển sớm, còn về sau tính tình trở nên kỳ quặc, dần tách rời hoạt động xã hội. Cuối cùng, ông hoàn toàn rời bỏ toán học, tập trung viết về các lĩnh vực khác dưới nhiều bút danh.

## Tiểu sử

### Những năm đầu đời (1898–1909)
William James Sidis được sinh tại New York, là con của những người Do Thái di cư từ Ukraine. Cha là ông Boris Sidis sinh năm 1867, có học vị tiến sĩ, bác sĩ y khoa, di cư sang Hoa Kỳ từ năm 1887 khi mới 20 tuổi để thoát khỏi đàn áp chính trị. Mẹ là bác sĩ Sarah Mandelbaum Sidis (sinh năm 1874) tốt nghiệp trường Y khoa thuộc Đại học Boston năm 1897. Sarah đã theo gia đình sang Mỹ để tránh khỏi các cuộc tàn sát vào năm 1889 khi 15 tuổi.
William được đặt theo tên của người cha đỡ đầu, người bạn kiêm đồng nghiệp của ông Boris, triết gia người Mỹ William James. Ông Boris là một nhà tâm thần học đã xuất bản nhiều cuốn sách và bài viết, đi tiên phong trong nghiên cứu về tâm lý học dị thường thuộc tâm bệnh học. Ông cũng là người sử dụng đa ngôn ngữ và cậu bé William cũng bộc lộ khả năng này từ rất sớm.
Ông bà Boris có tình yêu mãnh liệt với tri thức và niềm tin vào giáo dục trí tuệ sớm tạo ra thần đồng, cũng chính vì điều này mà cả hai nhận nhiều chỉ trích. Con trai của họ bắt đầu đọc tờ báo The New York Times khi mới 18 tháng. William được dạy học tại nhà, chưa từng đi học trường mẫu giáo hay trường tiểu học. Đến năm lên 8, theo ghi nhận cậu bé đã tự học 8 ngôn ngữ (tiếng Latin, tiếng Hy Lạp, tiếng Pháp, tiếng Nga, tiếng Đức, Hebrew, tiếng Thổ Nhĩ Kỳ và tiếng Armenia) và tự sáng tạo ngôn ngữ riêng có tên là Vendergood.

### Quãng thời gian học Đại học Harvard (1909–1915)
Dù ngôi trường này đã nhiều lần từ chối nguyện vọng nhận con trai 9 tuổi của ông Boris vào học vì lý do cậu bé còn quá nhỏ. Năm 1909, cậu bé đã lập kỷ lục trở thành người trẻ nhất theo học tại Đại học Harvard. Đầu năm 1910, Sidis nắm vững toán học bậc cao đến mức đã diễn thuyết trong Câu lạc bộ Toán học Harvard về các vật thể bốn chiều. William bắt đầu chương trình đào tạo chính quy năm 1910 và nhận bằng cử nhân hạng giỏi (cum laude) vào ngày 18 tháng 6 năm 1914, khi 16 tuổi. Một thần đồng khác, nhà tiên phong về điều khiển học là Norbert Wiener cũng theo học Harvard cùng thời điểm với William Sidis.
Ngay sau khi tốt nghiệp, William nói với phóng viên rằng mình muốn sống cuộc đời trọn vẹn, nghĩa là được sống ẩn dật tránh xa những kỳ vọng về thần đồng. Ông đã nhận lời phỏng vấn của một phóng viên tờ Boston Herald. Bài báo ghi lại lời thề một đời độc thân không đổi của William Sidis nói rằng sẽ không bao giờ kết hôn, vì theo ông, phụ nữ không có sức hấp dẫn mình. Về sau, ông nảy sinh tình cảm mãnh liệt với nhà hoạt động xã hội Martha Foley. Sau khi nhận bằng cử nhân, William tiếp tục học lên Cao học Nghệ thuật và Khoa học của Harvard.
Theo The Prodigy: a Biography of William James Sidis, ông từng có thời gian làm tại Hội Quốc Liên nhưng ra đi do tin Tổng thống Mỹ Woodrow Wilson sẽ không rút quân đội đã triển khai trong Thế chiến thứ nhất. William thẳng thắn chia sẻ quan điểm về chủ nghĩa hòa bình của cá nhân.

### Giảng dạy và học thêm (1915–1919)
Sau khi một nhóm sinh viên Harvard đe dọa Sidis về mặt thể chất, cha mẹ đã kiếm cho ông một công việc tại Viện nghiên cứu vì sự tiến bộ Văn Khoa và Nghệ thuật William Marsh Rice (nay là Đại học Rice) ở Houston, Texas với vai trò trợ giảng môn toán. William tới Rice vào tháng 9 năm 1915 khi mới 17 tuổi. Lúc này ông là một nghiên cứu sinh sau đại học đang nỗ lực đạt tới học vị tiến sĩ.
Sidis dạy 3 lớp: hình học Euclid, hình học phi Euclid và lượng giác. Sau không hơn 1 năm, thất vọng về khoa chuyên ngành, yêu cầu giảng dạy của bản thân và những hành xử của các sinh viên lớn tuổi hơn, Sidis đã rời khỏi vị trí và trở lại New England. Khi một người bạn hỏi lý do rời bỏ ngôi trường, ông đáp lại: "Tôi không biết vì sao họ đem đến cho tôi công việc đó ngay từ đầu— tôi không phải là một giáo viên. Tôi không bỏ đi - tôi đã được yêu cầu rời đi."
William Sidis đã từ bỏ việc theo đuổi tấm bằng thạc sĩ toán học và ghi danh vào trường Luật Harvard vào tháng 9 năm 1916, nhưng đã từ bỏ vị trí tốt vào năm cuối, tháng 3 năm 1919.

### Cuối đời (1921–1944)
Sau khi trở về Bờ Đông Hoa Kỳ vào năm 1921, Sidis đã quyết tâm sống ẩn dật. William chỉ làm các công việc chạy máy cộng tiền hoặc những việc khá nghèo nàn khác. Ông làm việc tại thành phố New York và xa lánh cha mẹ mình. Phải mất nhiều năm trước khi ông được giải phóng hợp pháp để được quay về Massachusetts và ông lo ngại về nguy cơ bị bắt trong nhiều năm. Ông bị ám ảnh bởi sở thích sưu tầm vé xe điện, tự viết và xuất bản các tạp chí định kỳ và giảng dạy theo nhóm nhỏ cho những người bạn yêu thích các bài giảng về lịch sử Hoa Kỳ của ông. Năm 1933, Sidis vượt qua kỳ thi Công chức Dân chính ở New York, nhưng chỉ đạt thứ hạng thấp 254. Trong một lá thư riêng, Sidis viết rằng việc đó "không đáng khích lệ".
Năm 1944, Sidis đã thắng một vụ giàn xếp với tờ The New Yorker vì một bài viết xuất bản năm 1937. William đã cáo buộc nó chứa nhiều tuyên bố sai sự thật. Dưới tiêu đề "Bây giờ họ ở đâu?", bài viết mạo danh mô tả cuộc sống của Sidis là cô đơn, tại một "phòng ngủ rộng lớn tại South End tồi tàn của Boston". Tòa án cấp thấp đã bác bỏ tư cách nhân vật quần chúng của Sidis vì thế ông không có quyền khước từ việc công khai bản nhân. Ông đã mất quyền kháng cáo về vụ xâm phạm quyền riêng tư tại Tòa phúc thẩm khu vực địa hạt thứ hai (United States Court of Appeals for the Second Circuit) năm 1940 với cùng một bài viết. Thẩm phán Charles Edward Clark bày tỏ sự cảm thông với Sidis - người tuyên bố rằng ấn bản này đã đem William ra "khi dễ, khinh miệt và nhạo báng công khai" và làm cho ông "tổn thương tinh thần trầm trọng và bẽ mặt"—nhưng nhận thấy rằng tòa án không có khả năng "đem đến cách thức miễn nhiễm tuyệt đối khỏi sự tò mò của báo giới đối với những điều vụn vặt liên quan đến đời tư".
William Sidis qua đời năm 1944 vì xuất huyết não tại Boston ở tuổi 46. Cha ông cũng qua đời trước đó vì cùng chứng bệnh năm 1923 khi 56 tuổi.

## Di sản
Sau khi William qua đời, cô em gái của ông tuyên bố về chỉ số thông minh của anh trai, nó được ghi trong cuốn sách Psychology for the Millions của Abraham Sperling năm 1946 là "mức cao nhất từng ghi nhận", nhưng sau đó các tác giả nhận thấy rằng một số người viết tiểu sử về William, như Amy Wallace đã phóng đại mức độ IQ và những gì Sperling thực sự đã tuyên bố. Sperling thực ra đã viết:
Helena Sidis nói với tôi rằng một vài năm trước khi qua đời, anh trai cô, Bill, đã kiểm tra trí thông minh với một nhà tâm lý học. IQ của ông là số điểm cao nhất từng ghi nhận. Về mặt chỉ số IQ, nhà tâm lý học kể lại rằng con số ước chừng sẽ là giữa khoảng 250 và 300. Cuối đời William Sidis đã làm bài kiểm tra trí thông minh tổng quát ứng tuyển vào vị trí công chức dân chính ở New York và Boston. Những điểm số phi thường của ông là chứng nhận kỷ lục.

Người ta nhận thấy rằng Helena và mẹ cô, bà Sarah thường khuếch trương danh tiếng bằng các tuyên bố phóng đại về gia đình nhà Sidis. Helena cũng tuyên bố sai rằng kỳ thi công chức dân chính mà William tham dự năm 1933 là một bài kiểm tra IQ và xếp hạng điểm số IQ là 254. Theo suy đoán về con số "254" thực chất là thứ tự tên William trên danh sách sau khi ông vượt qua kỳ thi, như ông đã nêu trong lá thư gửi cho gia đình. Cô em gái Helena cũng tuyên bố rằng "anh trai Billy biết tất cả các ngôn ngữ trên thế giới, trong khi cha tôi chỉ biết 27. Tôi luôn tự hỏi liệu có thứ gì mà anh Billy không biết không." Tuyên bố này không được chứng thực từ bất kỳ nguồn nào ngoại trừ gia đình nhà Sidis, thêm vào đó bà Sarah Sidis cũng đưa ra một tuyên bố không tưởng trong cuốn sách The Sidis Story (1950) của bà rằng con trai William có thể học 1 ngôn ngữ chỉ trong một ngày. Ông Boris Sidis từng một lần bác bỏ các bài kiểm tra IQ là "ngu ngốc, giả tạo, vô lý và lừa dối trắng trợn".
Cuộc đời và sự nghiệp của William Sidis, đặc biệt là những ý tưởng về thổ dân châu Mỹ, được thảo luận rộng rãi trong cuốn sách Lila: An Inquiry into Morals của Robert M. Pirsig (1991). Sidis cũng được nhắc đến trong cuốn tự truyện có tên Ex-Prodig của nhà toán học Norbert Wiener (1894-1964), cũng là một thần đồng và một người đồng niên của Sidis tại Harvard.
Một tác giả Đan Mạch là Morten Brask đã viết một cuốn tiểu thuyết hư cấu dựa trên cuộc đời của Sidis; The Perfect Life of William Sidis được xuất bản ở Đan Mạch vào năm 2011. Một cuốn tiểu thuyết khác dựa trên tiểu sử của William đã được xuất bản bởi tác giả Đức Klaus Cäsar Zehrer năm 2017.

### Thảo luận về giáo dục
Cuộc tranh luận về cách thức nuôi dạy của gia đình Sidis đã diễn ra tại một buổi tọa đàm cởi mở về cách thức tốt nhất để giáo dục trẻ em. Các tờ báo chỉ trích phương pháp nuôi dạy con của ông Boris Sidis. Hầu hết các nhà giáo dục hôm đó đều cho rằng các trường học nên cho trẻ nhỏ tiếp xúc với trải nghiệm đời thường để nuôi dưỡng trẻ thành người công dân có ích. Hầu hết các nhà tâm lý học cho rằng trí thông minh là di truyền, một quan điểm hướng tới xóa bỏ giáo dục mầm non tại nhà.
Những khó khăn mà William gặp phải trong việc ứng phó với môi trường xã hội khi bắt đầu vào đại học có thể đã tạo quan điểm không nên cho phép những đứa trẻ thần đồng bước chân vào đại học quá sớm trong thời của William. Nghiên cứu thì chỉ ra rằng một chương trình giáo dục mang tính kích thích có thể hạn chế bớt những khó khăn về mặt xã hội và cảm xúc mà trẻ thiên tài thường gặp phải. Đi theo những phát hiện này, một vài trường đại học hiện nay có các thủ tục với nhập học sớm. Viện Nghiên cứu Phát triển Tài năng sớm Davidson đã phát triển một sách hướng dẫn về chủ đề này.
William Sidis bị nhạo báng trên báo chí thời đó. Ví dụ trên The New York Times, miêu tả ông là "kết quả thành công tuyệt vời của một thí nghiệm khoa học ép buộc".